# Divadlo Na zábradlí
Divadlo Na zábradlí je jedno z nejznámějších menších divadel v Praze a představuje přední scénu současných divadelních tendencí.
Bylo založeno roku 1958 Helenou Philippovou, Ivanem Vyskočilem, Jiřím Suchým a Vladimírem Vodičkou. Během jeho existence se zde vystřídalo mnoho i v zahraničí známých režisérů a herců (Václav Havel, Jan Grossman, Evald Schorm, Jiří Pokorný nebo Petr Lébl).
Od roku 2013 zde působí nové vedení ve složení Petr Štědroň (ředitel), Dora Štědroňová (umělecký šéf), Jan Mikulášek (kmenový režisér), které určuje nové umělecké směřování DNz. V sezoně 2014/15 získalo divadlo ceny ve všech kategoriích Cen divadelní kritiky, včetně prestižního ocenění Divadlo roku.

## Historie

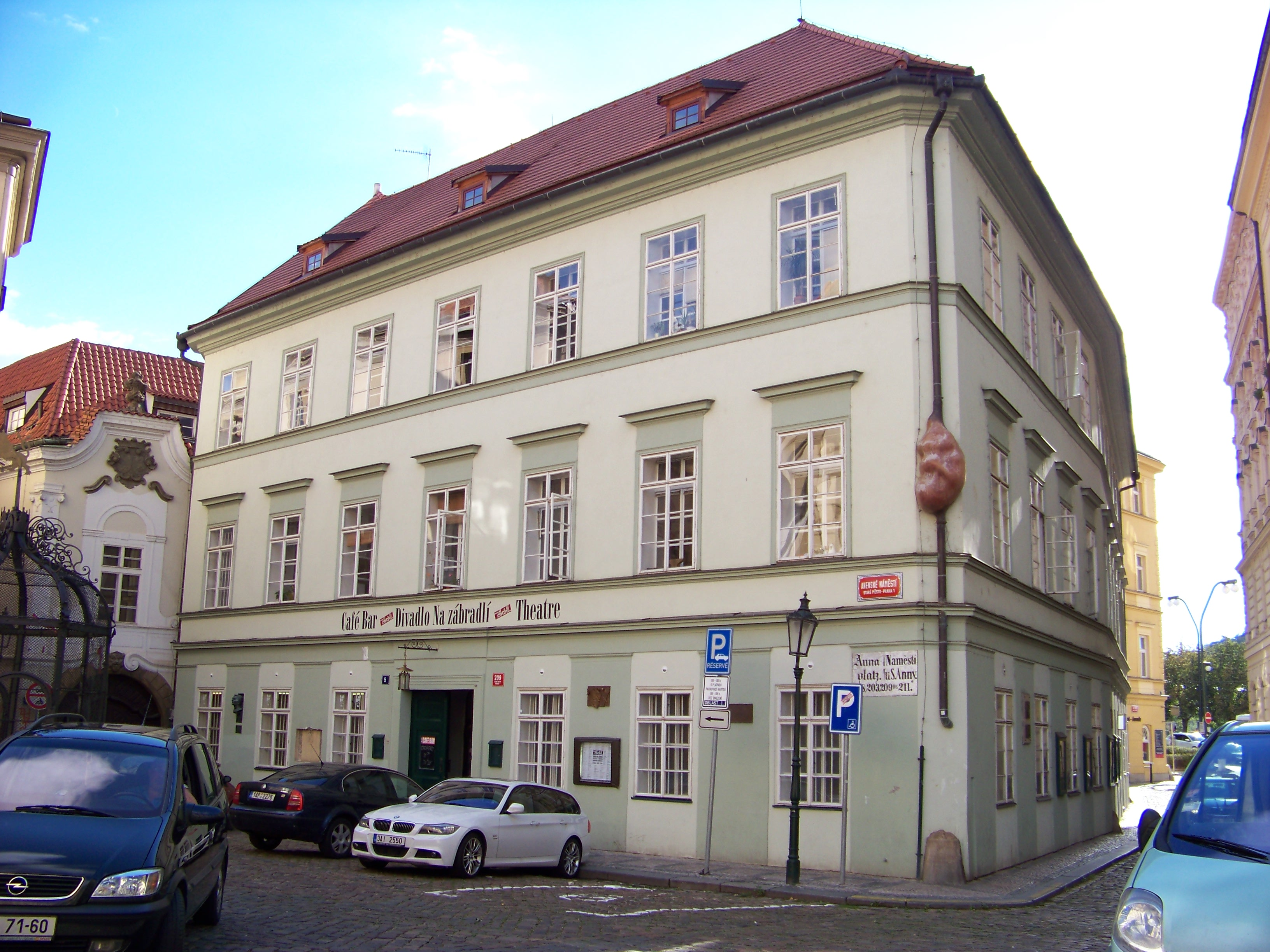
Divadlo Na zábradlí z Anenského náměstí

### Založení
Zakladateli divadla byli Helena Philippová, Ivan Vyskočil, Jiří Suchý, Vladimír Vodička. Ti dali svému profesionálnímu divadlu název podle uličky vedoucí z Anenského náměstí, kde divadlo leží, na nábřeží. Jako první představení uvedli 9. prosince 1958 divadelní leporelo s písničkami Kdyby tisíc klarinetů.
Ulice Na zábradlí dostala svůj název podle dnes už neexistujícího kostela sv. Jana Křtitele Na zábradlí (zvaného též Na brodu nebo Na smetišti). Ulice dostala název Na zábradlí až ve 20. letech 20. století, do té doby byla součástí Anenské ulice. Název Na zábradlí naznačuje, že zde byla branka v městském opevnění, které chránilo Staré Město ve směru k Vltavě.

### Pantomima
3. března 1959 se k činohernímu souboru divadla připojil Ladislav Fialka se svou pantomimickou skupinou, aby tak vrátil slávu opomíjenému divadelnímu žánru. Činohra a pantomima vedle sebe existovaly až do roku 1991, kdy Ladislav Fialka zemřel.

### Absurdní divadlo
Na počátku šedesátých let s příchodem režiséra Jana Grossmana, scénografa Libora Fáry a kulisáka, později dramaturga a dramatika Václava Havla začalo Divadlo Na zábradlí rozvíjet českou podobu absurdního divadla.
V té době se hrály takové hry jako například:
- Václav Havel: Zahradní slavnost, Vyrozumění;
- Alfred Jarry: Král Ubu
- Franz Kafka: Proces

Divadlu se dostalo značného uznání doma i v zahraničí, přesto v roce 1968 museli Jan Grossman a Václav Havel z divadla odejít. V sedmdesátých a osmdesátých letech se Divadlo Na zábradlí stalo útočištěm některých filmových režisérů české nové vlny šedesátých let, kterým byla normalizačními praktikami znemožněna filmová práce. Byl to především Evald Schorm, který od roku 1976 vytvořil v Divadle Na zábradlí řadu vynikajících až kultovních inscenací. Byly to například
- William Shakespeare: Hamlet, Macbeth
- Fjodor Michajlovič Dostojevskij: Bratři Karamazovi
- Claude Confortés: Maraton.

### Po roce 1989

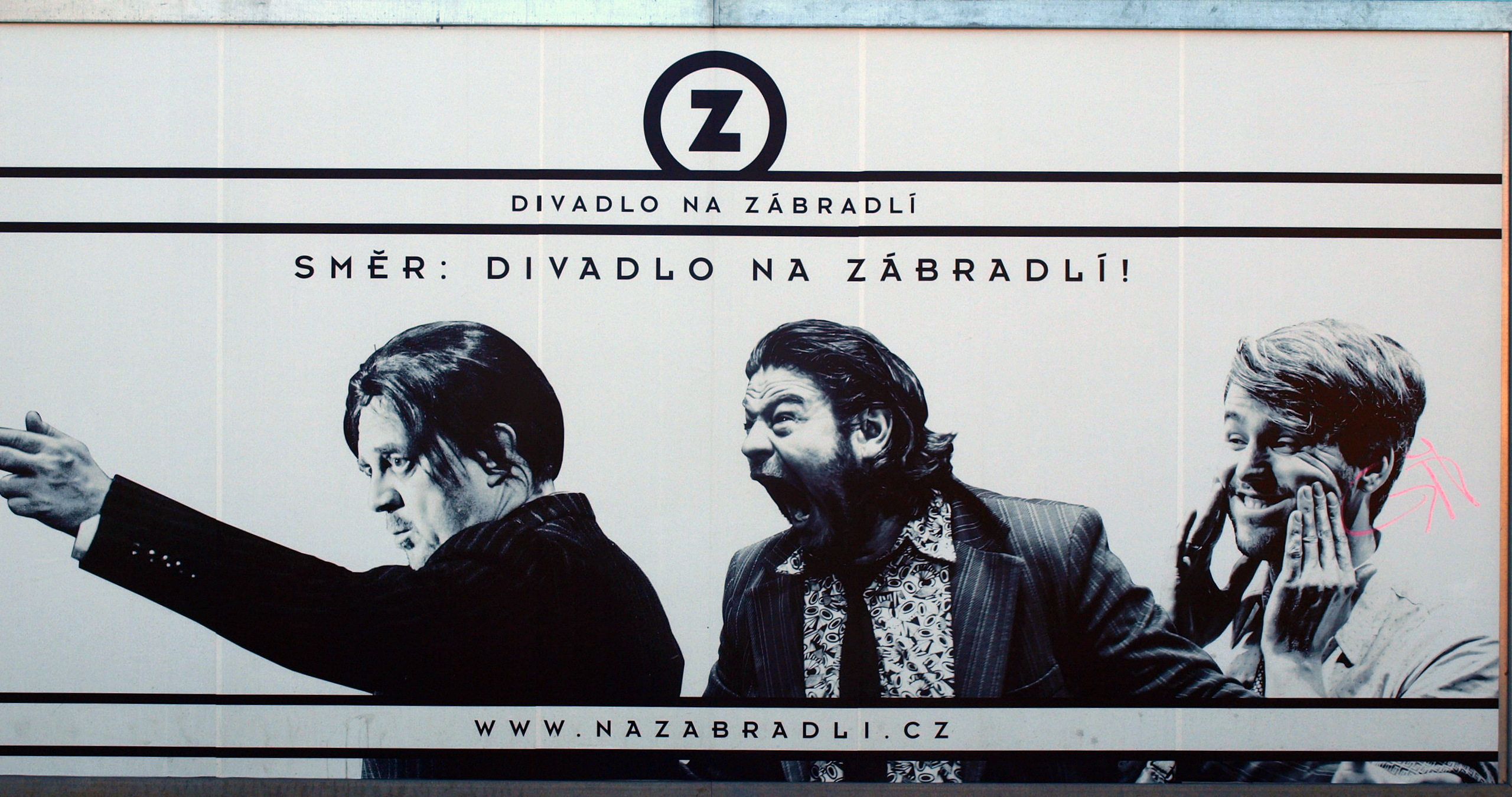
Propagační plakát s herci divadla Na zábradlí

V roce 1989 se do divadla vrátil Jan Grossman jako režisér a pozdější ředitel. Po jeho smrti v roce 1993 bylo jmenováno nové vedení – ředitelka Doubravka Svobodová a umělecký šéf Petr Lébl. Petr Lébl byl jedním z nejtalentovanějších režisérů svébytné imaginace, který provokoval svými interpretačními objevy. Jmenujme například
- Jean Genet: Služky
- Ladislav Stroupežnický: Naši furianti
- Nikolaj Vasiljevič Gogol: Revizor
- Anton Pavlovič Čechov: Racek, Ivanov, Strýček Váňa.

Ve 2. patře budovy nechal přebudovat původní zkušebnu pantomimy na malý sál zvaný Eliadova knihovna, v níž se konají představení s potřebou menší dekorace. O mnoho let později se stane stálou scénou Studia Masopust. 
Po tragické smrti Petra Lébla v roce 1999 pokračovalo v linii podoby současného Divadla Na zábradlí umělecké vedení ve složení dramatik a režisér Jan Antonín Pitínský, herec a režisér Jiří Ornest a dramaturgyně Ivana Slámová.
V roce 2003 vystřídalo tento „triumvirát“ umělecké vedení Ivana Slámová a dramatik a režisér Jiří Pokorný, které se pokouší texty klasické dramatické literatury prokládat českými i světovými premiérami současných dramatických autorů evropské, angloamerické i české provenience. Uváděly se například hry
- Jean-Claude Carrière: Terasa
- George Tabori: Balada o vídeňském řízku
- Gabriela Preissová: Gazdina roba

V letech 2005–2007 iniciovali a se statečnou podporou celého divadla realizovali náročný a ojedinělý divadelní projekt Československé jaro, jehož úkolem bylo uvádět ve světových premiérách původní hry českých současných autorů. Po odchodu Jiřího Pokorného z Divadla Na zábradlí ustanovila jeho ředitelka jako svůj poradní orgán uměleckou radu ve složení Igor Chmela, Juraj Nvota, Jiří Ornest a Ivana Slámová.
S příchodem nového uměleckého šéfa Davida Czesanyho v roce 2010 začalo DNz s tematickými sezónami:
- sezona 2010/2011 nesla podtitul „Koho nebe přijme?“
- sezóna 2011/2012 se vztahovala k veřejnému prostoru a městu jako místu pro život a měla podtitul „Čí je to město“
- sezóna 2012/2013 – zaměřená na téma hledání identity člověka – byla prezentována titulem "Nepřizpůsobiví?"

V rámci těchto podtitulů se uskutečňoval dramaturgický výběr, ale i širší dění kolem divadla. V rámci jednotlivých sezon proběhly například tematické večery s pamětníky jednotlivých městských částí Prahy; v Eliadově knihovně s tématy pracovali studenti uměleckých škol v rámci projektu Eliadova knihovna nové generace, v jehož rámci divadlo uvádělo klauzurní práce, autorské projekty či pohádky.
Také se s příchodem Czesanyho proměnil soubor, ansámbl se rozšířil o tři nové členy – Ivana Luptáka, Natálii Řehořovou a Ondřeje Veselého.

### Současnost
V roce 2013 skončila po 20 letech ve funkci ředitelky Doubravka Svobodová. Od sezóny 2013/2014 působí v Divadle Na zábradlí nové umělecké vedení ve složení Petr Štědroň (ředitel), Dora Štědroňová (umělecký šéf), Jan Mikulášek (kmenový režisér).  Od té doby se jim podařilo nejen změnit dosavadní repertoár, ale také herecký soubor, který se rozšířil o několik nových členů. Repertoár divadla nyní tvoří převážně inscenace v českých, evropských či světových premiérách v pestré škále žánrů, režisérů i hereckých osobností. Nové vedení obnovilo také tradici úspěšných zahraničních zájezdů  (Bogota/Kolumbie, New York/USA a řada evropských zemí) a sklízí úspěchy u domácích diváků i odborné kritiky. 
V roce 2014 zrušil sousední Pachtův palác divadlu pronájem zadního foyeru a tím odřízl divákům cestu do Pruhovaného sálu. Situace byla řešena operativně pomocí plátěných stanů na dvorku, z něhož vedly dva boční vchody do hlediště. Toto řešení však bylo nanejvýš provizorní, a zvláště v zimních měsících pro diváky krajně nepříjemné. Proto se zřizovatel divadla – hl. m. Praha – rozhodl o přebudování dvorku na zasklené atrium, tj. rozlehlé foyer propojené schodištěm s prvním patrem budovy, kde se nalézá osvětlovací a zvuková kabina, a kde vznikla také galerie – horní část foyeru pro diváky. Tato největší rekonstrukce v dějinách divadla probíhající od září 2017 do října 2018 je dílem ateliéru TaK pod vedením ing. architekta Marka Tichého. Rekonstrukce zahrnovala též modernizaci designu a nové vybavení předního foyeru, divadelní kavárny, pokladny a sociálního zařízení. Kapacita pruhovaného sálu se zredukovala na 165 míst a 30 míst na balkóně.
Sezona 2022/2023 je 10. úspěšnou divadelní sezonou současného vedení Divadla Na zábradlí. V prosinci 2023 oslaví  65 let své existence.

## Ocenění
- 2023 Ceny divadelní kritiky – Ženský herecký výkon ANEŽKA KUBÁTOVÁ (Daňa Horáková v inscenaci O Pavlovi)
- 2018 Cena Divadelních novin – Nejlepší inscenace MÝCENÍ
- 2018 Cena Josefa Balvína – Nejlepší inscenace původně německého textu – MÝCENÍ
- 2017 Ceny divadelní kritiky – Inscenace roku MACBETH – TOO MUCH BLOOD
- 2014 Ceny divadelní kritiky – Inscenace roku VELVET HAVEL
- 2014 Ceny divadelní kritiky – Divadlo roku
- 2014 Ceny divadelní kritiky – Ženský herecký výkon MARIE SPURNÁ (Olga Havlová v inscenaci Velvet Havel)
- 2014 Ceny divadelní kritiky – Mužský herecký výkon MILOSLAV KÖNIG (Václav Havel v inscenaci Velvet Havel)
- 2014 Ceny divadelní kritiky – Nejlepší poprvé uvedená česká hra VELVET HAVEL
- 2014 Ceny divadelní kritiky – Nejlepší hudba MILOŠ ORSON ŠTĚDROŇ Velvet Havel
- 2014 Ceny divadelní kritiky – Scénografie roku MAREK CPIN Požitkáři
- 2014 Ceny divadelní kritiky – Talent roku ANNA PETRŽELKOVÁ (režisérka inscenace Báby)
- 2013 Ceny Alfréda Radoka – Inscenace roku ZLATÁ ŠEDESÁTÁ
- 2007 Ceny Alfréda Radoka – Česká hra ZÁZRAK V ČERNÉM DOMĚ
- 2004 Ceny Alfréda Radoka – Divadlo roku
- 2004 Ceny Alfréda Radoka – Inscenace roku Z CIZOTY

## Herecký soubor

### Současní členové hereckého souboru:
- Michal Bednář
- Kateřina Císařová
- Jiří Černý
- Anna Kameníková
- Dita Kaplanová
- Miloslav König
- Anežka Kubátová
- Johana Matoušková
- David Petrželka
- Jana Plodková
- Magdaléna Sidonová
- Václav Vašák
- Vojtěch Vondráček
- Jiří Vyorálek
- Jakub Žáček

### Dřívější členové souboru:
V souboru divadla v minulosti působili mimo jiné (v abecedním pořadí):
- Jiří Bartoška (1978 – 1991)
- Vlastimil Bedrna (1972 – 1995)
- Petra Bučková (2018 - 2023)
- Barbora Bočková (2018 - 2023)
- Zuzana Bydžovská (1981 – 1990; 2000 – 2004)
- Emma Černá (1959 – 1962)
- Petr Čtvrtníček (1999 - 2024)
- Vladimír Dlouhý (1983 – 1991)
- Karel Dobrý (1993 – 2002)
- Ladislav Fialka (1958 – 1991)
- Zdena Hadrbolcová (1996 – 1999; 2004 – 2014)
- Jan Hájek (2014 – 2019)
- Ljuba Hermanová (1958 – 1962)
- Karel Heřmánek (1977 – 1991)
- Radek Holub (1993 – 1995)
- Eva Holubová (1998 – 2002)
- Barbora Hrzánová (1993 – 1995)
- František Husák (1983 – 1991)
- Igor Chmela (2002 – 2013)
- Bohumil Klepl (1993 – 2004)
- Jiří Krampol (1962 – 1972; 1979 – 1983)
- Jan Libíček (1963 – 1968)
- Pavel Liška (2003 – 2014)
- Stanislav Majer (2012 – 2016)
- Marie Málková (1962 – 1968; 1992 – 1995)
- Miloslav Mejzlík (2006 – 2014)
- Ladislav Mrkvička (1977 – 1991)
- Bořivoj Navrátil (1993 – 1997)
- Leoš Noha (2005 - 2019)
- Jan Novotný (1991 – 1993)
- Jiří Ornest (1990 – 2016)
- Ondřej Pavelka (1989 – 1993)
- Josef Polášek (2003 – 2010)
- Jana Preissová (1970 – 1991)
- Jan Přeučil (1960 – 1993)
- Václav Sloup (1962 – 1977)
- Leoš Suchařípa (1992 – 2005)
- Jiří Suchý (1958 – 1959)
- Oldřich Vlach (1966 – 1991)
- Ivan Vyskočil (1958 – 1962)
- Pavel Zedníček (1977 – 1992)

## Inscenace
Aktuálně má Divadlo Na zábradlí na repertoáru následující tituly:
- Rosa Liksom: MEDVĚD S MOTOROVOU PILOU (režie: Jan Mikulášek)
- Petr Erbes, Boris Jedinák: DISCOLAND (režie: Petr Erbes, Boris Jedinák)
- Honoré de Balzac: ZTRACENÉ ILUZE (režie: Jan Mikulášek)
- Jan Mikulášek, Dora Štědroňová a kolektiv: HAMLETI (režie: Jan Mikulášek)
- Jan Mikulášek, Dora Štědroňová: POŽITKÁŘI (režie: Jan Mikulášek)
- David Jařab, Jakub Kudláč: FREUDOVO POZDNÍ ODPOLEDNE (režie: David Jařab)
- DJ/Shakespeare: MACBETH – TOO MUCH BLOOD (režie: David Jařab)
- Thomas Bernhard: MÝCENÍ (režie: Jan Mikulášek)
- Ingmar Bergman, Jan Mikulášek: PERSONY(režie: Jan Mikulášek)
- DJ/A. C. Doyle: PODIVUHODNÝ PŘÍPAD PANA HOLMESE (režie: David Jařab)
- Patrik Ouředník: EUROPEANA (režie: Jan Mikulášek)
- Pavel Juráček: ZLATÁ ŠEDESÁTÁ aneb DENÍK PAVLA J. (režie: Jan Mikulášek)
- Daňa Horáková: O PAVLOVI (režie: Anna Klimešová)
- kolektiv DNz: BAR (režie: Petr Erbes, Boris Jedinák)
- Jiří Jelínek, Tereza Lexová: FRANZ A KAVKA (režie: Jiří Jelínek)
- Anton Pavlovič Čechov: RACEK (režie: Jiří Havelka)
- Pavel Klusák, Dora Štědroňová, Jan Mikulášek, Martin Kyšperský: UVNITŘ BANÁNU (režie: Jan Mikulášek)
- Michel Houellebecq, Bernard-Henri Lévy: VEŘEJNÍ NEPŘÁTELÉ (režie: Jan Mikulášek)
- Lev Nikolajevič Tolstoj, Armin Petras: VZKŘÍŠENÍ (režie: Jan Mikulášek)

K významným inscenacím po derniéře patří například:
- Jiří Voskovec, Jan Werich: KORESPONDENCE V+W (režie: Jan Mikulášek)
- Albert Camus: CIZINEC (režie: Jan Mikulášek)
- 8lidí: KLEOPATRA (režie: 8lidí)
- Peter Handke: ZDENĚK ADAMEC+SEBEOBVIŇOVÁNÍ (režie: D. D. Pařízek)
- Jan Mikulášek, Dora Štědroňová a kolektiv: POSEDLOST (režie: Jan Mikulášek)
- Miloš Orson Štědroň: VELVET HAVEL (režie: Jan Frič)
- Lev Nikolajevič Tolstoj, Armin Petras: ANNA KARENINA (režie: Daniel Špinar)
- Jan Mikulášek, Dora Štědroňová: BURŽOAZIE (režie: Jan Mikulášek)
- Anton Pavlovič Čechov: Platonov je darebák!
- Per Olov Enquist: Blanche a Marie
- Kelly McAllister: Cesta hořícího muže
- Gemma Rodríguezová: 35,4 Vypadáme jako blbci
- Jean-Luc Lagarce: My, hrdinové
- Friedrich Dürrenmatt: Komplic
- Ingmar Bergman: Sarabanda
- Jiří Pokorný: Milada (nedokončená opera)
- Milan Uhde: Zázrak v černém domě
- Michal Walczak: Pískoviště
- David Greig: Kosmonautův poslední vzkaz ženě, kterou kdysi, v bývalém Sovětském svazu, miloval. Překlad: Jiří Ornest. Dramaturgie: Radka Denemarková, Ivana Slámová. Scéna: Petr Matásek. Kostýmy: Kateřina Štefková. Hudba: Michal Novinski. Režie: Juraj Nvota. Hráli: Petra Špalková, Táňa Pauhofová, Igor Chmela, Martin Finger, David Švehlík, Petr Čtvrtníček, Jiří Ornest, Kristina Maděričová, Magdaléna Sidonová, Leoš Suchařípa / Pavel Liška, Josef Polášek; premiéra: 18. prosince 2003; derniéra: 23. ledna 2006.
- David Greig Pyreneje, Dramaturgie: Ivana Slámová. Scéna: Martin Černý. Kostýmy: Milan Čorba. Hudba: Michal Nejtek. Překlad a režie: Jiří Ornest. Hráli: Igor Chmela, Adéla Kačerová-Kubačáková, Natália Drabiščáková, Josef Polášek, Sylvie Krobová, premiéra: 7. listopadu 2007